# 鼓樓南街清真寺
鼓樓南街清真寺位於四川省成都市青羊区鼓楼南街115号。

## 歷史
始建于明洪武五年（1372年），洪武八年（1375年）主体竣工，是成都最早的清真寺。明末毁于兵燹。清乾隆七年（1742年）、乾隆五十九年（1794年）两次重建。清真寺原规模较大，建筑包括大门、牌坊、邦克楼（唤醒楼）、礼拜殿、经文室、浴室和教长室等。1941年7月27日，清真寺被日军飞机轰炸，仅礼拜殿幸存。营造学社曾于1939年秋、1941年5月对鼓楼南街清真寺进行考察。1981年5月19日公布为第一批成都市文物保护单位。1991年4月16日公佈為第三批四川省文物保護單位。1997年，因城市建设需要，鼓楼南街清真寺迁建至今址。